# Β-roseliet
Het mineraal β-roseliet is een gehydrateerd calcium-kobalt-magnesium-arsenaat met de chemische formule Ca2(Co,Mg)(AsO4)2·2(H2O).

## Eigenschappen
Het doorzichtig tot doorschijnend donkerrozerode of donkeroze β-roseliet heeft een glasglans, een lichtrode streepkleur en de splijting is perfect volgens het kristalvlak [010]. β-roseliet heeft een gemiddelde dichtheid van 3,71 en de hardheid is 3,5 tot 4. Het kristalstelsel is triklien en het mineraal is niet radioactief.

## Naamgeving
Het mineraal β-roseliet is genoemd naar zijn verwantheid met roseliet.

## Voorkomen
De typelocatie van β-roseliet is het gebied Schneeberg in het Duitse Sachsen. Het ontstaat als secundair mineraal in ertsafzettingen.